# Кол-Ривер-Спрингс
Территориальный парк Кол-Ривер-Спрингс (англ. Coal River Springs Territorial Park) — парк территории Юкон, Канада, созданный в 1990 году на юго-востоке Юкона на реке Кол. Является первым экологическим охраняемым объектом территории. Создание парка стало плодом объединённых усилий правительства Юкона, общины первых народов Лиард и общественной организации по сохранению природы Канады.
Подземные источники сформировали серию известковых террас с холодной водой. Террасы сформированы из туфа, осадочного известняка, и растут по 2—3 см в год. Основной задачей является сохранение дикой природы парка и хрупких образований туфа.
Из-за микроклимата источников, которые не замерзают зимой, и постоянного течения, в парке встречаются необычные для территории виды растений. Например, здесь растёт голубая трава (Poa ammophilla), ложная сассапарель (Aralia nudicaulis), белоплодный и красноплодный воронец (Actaea rubra), горец живородящий (Polygonum viviparum) и уруть мутовчатая (Myriophyllum verticillatum). Животный мир представлен черными медведями и гризли, стаями волков и бобрами, устраивающими плотины.
Парк расположен в 65 км к востоку от озера Уотсон на границе территории Юкон и провинции Британская Колумбия. В связи с полной изолированностью района и хрупкой природой парка доступ к нему ограничен. Любители водного туризма могут добраться до парка от озера Уотерсон по реке Кол, вниз по течению реки находятся пороги 3-го и 4-го уровня сложности. Есть и пешеходный маршрут до парка, препятствием на котором служит опасная горная река. Остальные могут добраться до парка на вертолёте от озера Уотсон.